# Перювелз
Перювелз (на френски: Péruwelz) е град в Югозападна Белгия, окръг Турне на провинция Ено. Населението му е около 16 800 души (2006).